# Aki (album)
 (février 2017).
Si vous disposez d'ouvrages ou d'articles de référence ou si vous connaissez des sites web de qualité traitant du thème abordé ici, merci de compléter l'article en donnant les références utiles à sa vérifiabilité et en les liant à la section « Notes et références ».
Pour les articles homonymes, voir Aki.
Aki est un album solo du saxophoniste de free jazz hongrois Akosh Szelevényi. Enregistré le 22 septembre 2003 dans l'église Mindszentek de Vámosszabadi, en Hongrie, il a été publié en 2004 par Universal Music.

## Liste des titres
| 1.    | Tárva        | 5:40  |
| 2.    | Apáink       | 4:47  |
| 3.    | Fuvallat     | 3:47  |
| 4.    | Ünnep        | 10:19 |
| 5.    | Feladat      | 14:16 |
| 6.    | Ég           | 3:24  |
| 7.    | Világi papok | 9:40  |
| 51:35 |              |       |